# Pterocirrus nidaroensis
Pterocirrus nidaroensis är en ringmaskart som beskrevs av Pleijel 1987. Pterocirrus nidaroensis ingår i släktet Pterocirrus och familjen Phyllodocidae. Inga underarter finns listade i Catalogue of Life.